# Eleccions a governador d'Osaka de 2000
Les eleccions a governador d'Osaka de 2000 (2000年大阪府知事選挙, 2000-nen Ōsaka-fu Chiji Senkyo) foren unes eleccions anticipades per tal d'elegir al nou governador d'Osaka després de la dimissió del fins aleshores governador, el còmic Knock Yokoyama. Van tindre lloc el 6 de febrer de 2000 i es feren fora del calendari de les eleccions locals unificades del Japó. La triomfadora dels comicis fou la buròcrata Fusae Ota, independent però pròxima al Partit Liberal Democràtic (PLD) i que va esdevindre la primera dona en ocupar el càrrec de governadora a una prefectura japonesa.
Es convocaren eleccions anticipades deprés que l'aleshores governador, Knock Yokoyama, dimitira del seu càrrec el desembre de 1999 davant les acusacions d'acossament sexual a una ajudant de campanya a les eleccions d'abril de l'any anterior.
La participació fou del 44,58 percent dels vots, el que suposa una davallada de quasi deu punts respecte a les anteriors eleccions de 1999. El marge de victòria de Fusae Ota fou estret amb el del candidat d'esquerres, Makoto Ajisaka, candidat independent amb el suport del Partit Comunista del Japó (PCJ). Molt lluny quedaren els altres dos candidats: Tatsuto Hiraoka, empresari amb el suport de la branca local del PLD i Unió Liberal (UL) amb el 19,14 percent dels vots i l'alt executiu i polític per distracció Hideyoshi Seizō Hashiba, que només aconseguí el 0,89 percent dels vots.

## Candidats
| Candidat | Candidat                | Edat | Partit                             | Professió |
| -------- | ----------------------- | ---- | ---------------------------------- | --------- |
|          | Makoto Ajisaka          | 66   | Independent (PCJ)                  | Acadèmic  |
|          | Fusae Ota               | 48   | Independent (PLD, PD, KMT, PL, CR) | Buròcrata |
|          | Hideyoshi Seizō Hashiba | 50   | Independent                        | Executiu  |
|          | Tatsuto Hiraoka         | 59   | Independent (PLD Osaka, UL)        | Empresari |

## Resultats
| Candidat     | Candidat                | Partit      | Percentatges | Percentatges |
| Candidat     | Candidat                | Partit      | Vots         | %            |
| ------------ | ----------------------- | ----------- | ------------ | ------------ |
|              | Fusae Ota               | Independent | 1.380.583    | 45,98        |
|              | Makoto Ajisaka          | Independent | 1.020.483    | 33,99        |
|              | Tatsuto Hiraoka         | Independent | 574.821      | 19,14        |
|              | Hideyoshi Seizō Hashiba | Independent | 26.781       | 0,89         |
| TOTAL        | TOTAL                   |             | 3.002.668    | n/a          |
| PARTICIPACIÓ | PARTICIPACIÓ            |             | n/a          | 44,58        |
| CENS         | CENS                    |             | n/a          | 100          |